# Mine Copper Cliff
La mine Copper Cliff est une mine de cuivre, d’or et d'argent située au lac-aux-dorés dans la région de Chibougamau, dans le Nord-du-Québec. Elle est en opération pendant quelques années aux alentours de 1956, puis de 1970 à 1974.

## Histoire
Un gisement de cuivre est découvert à cet endroit en 1930 par un prospecteur inconnu.
En 1955, la décision est prise de prolonger le chemin de fer vers les mines Jaculet et Copper Cliff. Le tout rend possible l’exploitation du site en 1956 par la Copper Rand Chibougamau Mines Limités, qui vient de naitre de la fusion de la Copper Cliff Consolidated Mining Corporation et de la New Royran Copper Mines limitée. Au cours de l'été 1956, une ligne téléphonique est installée sur le site minier. Après peu d’années d’exploitation, la mine cesse ses opérations. En 1970, la société Mine Patino du Québec limitée reconduit l’exploitation de Copper Cliff. Cette même année, un chemin d'accès, qui sera plus tard connu sous le nom de chemin des mines, est créé le long sur lac-aux-dorée permettant de relier la mine Copper Cliff à la mine Copper Rand, où le traitement du minerai se fait. Cependant, la Patino décide de fermer la mine en 1974 en raison du prix très bas du marché du cuivre, on parle alors de 0,59$ la livre. Les travailleurs sont alors relocalisés à la mine Principale ou la mine Portage. Le 5 février 1975, un incendie se déclare dans le séchoir de la mine, après que deux individus se sont introduits et ont mis en feu des tuyaux. Les dommages sont alors évalués entre 5 000 et 10 000$. Cet incident jumelé au marché du cuivre bas a sans doute conduit les dirigeants de la Patino à cesser le pompage de la mine Copper Cliff, la laissant noyée
En 1991, un jeune homme qui était avec son père dans le secteur en train de couper du bois a chuté de plus de 30 pieds dans un puits de la mine servant à sortir le minerai. Heureusement, le sauvetage s'est bien passé et le jeune homme n'a eu que quelques blessures.

## Production
Entre 1970 et 1974, la Mine Copper Cliff extrait 864 382 tonnes de minerai, à des teneurs de 1,69 % de cuivre, 0,96 g/t d'or et 6,5 g/t d'argent.

## Culture
Les installations de la mine Copper Cliff sont représentées dans plusieurs toiles de l'artiste-peintre Jean-Claude Simard représentant le patrimoine minier de Chibougamau,,.